# 浜野治光
浜野 治光（はまの はるみつ、1957年9月1日 - ）は福岡県糸島郡二丈町（現・糸島市）出身のプロゴルファー。

## 来歴
四代続く大工の長男に生まれ、10歳の時、ゴルフボールが遠くに飛ぶことに驚き、自らクラブを作り始めたのがゴルフとの出会いとなる。
中学では器械体操の選手であったが、ゴルフで「プロになって世界各地を回れたらなあ」と夢見た。
九州産業高校では近代五輪の選手で、卒業後は当然、家業を継ぐものと決めていた父親から猛反対されながら、勘当同然でゴルフ研修生となり、九州のゴルフ場を渡り歩く。
20歳の時に静岡県の富士ロイヤルCCの研修生となり、富士ロイヤルCCでは『2000回素振り』鬼の森田道場で練習に励む。
1983年に25歳でプロテストに合格すると、尾崎将司の飛距離に触発されてフェードからドローへ持ち球を変更する。
1984年からは所属先である富士ロイヤルCCの森田吉平社長に給料天引きの借金を申し込み、単身でアジアサーキットに出場しだす。タイ、フィリピン、インドネシア、マレーシア、インド、台湾、韓国と転戦したが、最初の3年間は全く賞金を手にすることが出来なかった。ゴキブリの這い回る部屋や水も出ない安宿、壁には銃撃戦の荒々しさを示す弾痕をつけたフィリピンのホテルを転々とし、4年目の1987年には台湾オープンで初めて賞金600ドルを獲得。新婚間もなかった浜野は、手渡された皺だらけの6枚の100ドル紙幣を見つめ、何度も数えては妻の顔を浮かべた。1991年までの8年間は予選落ちばかりで借金に苦しみ、浜野曰く「6枚の汚れた札の感触が忘れられない」ものとなった。
1988年のマレーシアオープンでは謝錦昇（中華民国）と共にトレイ・タイナー（アメリカ）の2位タイに入った。
国内では1987年の関東プロでは鈴木弘一・海老原清治・河野和重・青木基正と並んでの8位タイに入り、1989年のダイワKBCオーガスタでは3日目に7アンダー首位タイに躍り出てギャラリーの歓声に応えるが、最終日トーナメントリーダーとして最終組でスタートするも結局6位に崩れる。
1990年には8年目にしてアジアサーキット全試合予選通過を果たし、夢にまでみたダンロップオープンに出場を果たす。浜野は美しいフェアウエイ、テレビ中継車、多くのファン、青木功・尾崎将・中嶋常幸ら有名なゴルファーが練習場でボールを打つ姿を目の当たりにして足を震わせ、2日目の最終18番パー5の第3打がピンに絡むのを見て涙が溢れるのをこらえることができなかった。同年の茨城オープンでは初日69、最終日66と2日間60台をマークし、山本治人・岩下吉久・橋本日都を抑えると同時に高橋勝成とのプレーオフを制して優勝。国内ツアーでは賞金ランク87位であったが、茨城オープン優勝など後援競技のランキング3位に入りシード権を獲得。
レギュラーツアーの出場資格を得た1991年は必死に戦い抜き、14試合885万円の賞金を稼ぎ出す。同年に誕生した公式戦のフィランスロピーで前半2日間を65、67で飛び出すと、最終日に尾崎将に追い込まれるも何とか逃げ切り、涙のツアー初優勝を飾った。
フィランソロピーの開催された「ザ・カントリークラブ グレンモア」はいたるところにポットバンカーを配し、フェアウエイにはコブ、その左右には広いクロスパンカー、さらに要所要所に造られた池のある難コースで、後に最終日に浜野を苦しめることになった尾崎将でさえ、初日は1オーバー、55位タイグループの中に沈んだ程であった。
浜野は初めて練習ラウンドした時に「このコースでは、とても80以下では回れない」と思ったが、初日の試合が始まると、パットが面白いように決り、アウト34、イン31、7アンダーで2位となる。2日目には67、通算12アンダーという驚異的なスコアを出し、2位タイの金子柱憲・海老原に4打差をつけ、首位に躍り出た。3日目には浜野の名が記者だけでなく会場に来たファンの間でものぼるようになったが、その大方は浜野の活躍に懐疑的であった。3日目は何度となく苦境に立たされながらも耐え、70で回り、14アンダーの首位で最終日を迎える。尾崎将は2日目に7アンダーで回って一気に6位、3日目には11アンダーの3位タイまで浮上していた。試合後は午後7時近くまで、皆帰がった練習グリーンで黙々とパットの練習をした。
最終日は気負いはなかったが緊張し、1番のティショットを2番アイアンで打ち、残り125ヤードを9番で打ち、2mに寄せた。そのバーディパットを、浜野は身体の芯から震えているのを感じながら、必死で打った。浜野が15アンダーとスコアを伸ばしたのに対して、尾崎将は1、2番ホールと続けてボギーにし、9アンダーまでスコアを崩してしまった。ティオフ早々に6打差がついたことで緊張感だけではなく、しびれを伴った恐怖心が生じ、4番では尾崎将がバーディを奪ったのに対して浜野は次の5番でボギーを叩き、4打差と縮まった。それを見た尾崎将は息を吹き返し、6、7、8番と立て続けにバーディを奪い、13アンダーとし、8番で再びボギーを打った浜野に並びかけてきた。
9番では501ヤード、パー5、左に池、右にOBのある難ホールを、尾崎将は3番アイアンのティショット、スプーンの2打、サンドウエッジでピンまで1mに寄せ簡単にバーディを取った。浜野は5mのパーディパットを外してパーに終わり、一時は6打差あったものが、前半の9ホールの内に逆転される。10番は2人ともパー、次の11番で浜野にバーディが来た。
浜野は14番でもバーディを奪い、15アンダーとして16番に臨んだが、14アンダーの尾崎将は先に打ったボールが池を越し、フェアウェイの右サイドに落ちた。妙な弾み方をしてバンカー脇の深いラフに入ったが、浜野のドライバーショットは左に出たボールがフェアウェイ横の蛸壺のようなグラスバンカーの縁に止ってしまう。左足上りの急な所でスタンスを取るのも難しく、振り抜くのは至難の業であったが、残り160ヤードの距離を、初めに選んだ5番アイアンを、4番に持ち替えた浜野は、スリークオーターショットで打った。その瞬間には左へ引っかかったと思った浜野であったが、目を上げると、逆光の中へ伸びていくボールはグリーン左手前のコブに当たり、跳ね返ってグリーンを駆け上り、ピンの上2mについた。深いラフからよくボールをグリーンに乗せてきた尾崎将もパーを取るのが精一杯となり、浜野はバーディをものにした。 最終18番の10cmのウイニングパットを待つ間には溢れ出る涙をしきりに手の甲で拭い、家では妻と義母が共に声を上げて泣き、父の泣く姿をテレビで見ていた3歳の長女は、 父がいじめられているものだと思って、母の袖にすがって泣いた。
アサヒビール・ゴルフダイジェストでも尾崎将と優勝争いを演じ、大詰めの17番でチップイン・バーディを決め、尾崎将を1打押さえてシーズン2勝目を挙げた。
同年には日本プロスポーツ大賞新人賞を受賞したが、内臓を患い、生死をさ迷う程の闘病生活を数ヶ月過ごしたため、丸1年間はクラブを満足に振ることもできなかった。
そのためツアーでの成績は芳しいものではなかったが、身体が回復した1994年は、上位に時折顔を出す程まで勘を取り戻す。
1994年には東建コーポレーションカップで佐々木久行・楠本研・小達敏昭と並んでの7位タイに入り、日経カップ 中村寅吉メモリアルでは初日に7アンダー2位に着ける好スタートを切る。
2001年の久光製薬KBCオーガスタを最後にレギュラーツアーから引退し、2007年からはシニアに転向。
シニア転向後は尾崎健夫の指摘を受けて再び持ち球をフェードに変更し、シニア転向1年目は“レギュラーツアー優勝者”の資格は行使せず予選会の順位で2試合に出場したが、共に予選落ちという結果に終わる。

## 主な優勝
- 1988年 - KPGAトーナメント（秋）
- 1990年 - 茨城オープン、KPGAトーナメント（秋）
- 1991年 - PGAフィランスロピートーナメントタケダカップ、アサヒビールゴルフダイジェスト